# Schlangenknochen-Pagode

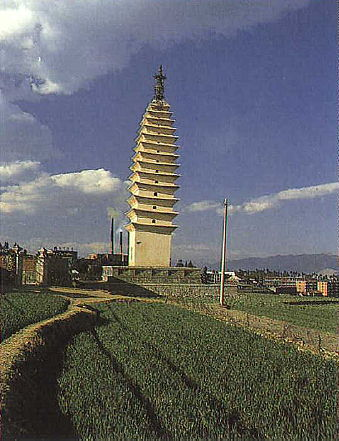
Die Schlangenknochen-Pagode

Die Schlangenknochen-Pagode (蛇骨塔,  Shégǔ tǎ) bzw. Pagode des Fotu-Tempels (佛图寺塔,  Fótú sì tǎ) ist eine Pagode aus der Nanzhao-Zeit im Dorf Yangping (羊坪村,  Yangpingcun) der Stadt Dali in der südwestchinesischen Provinz Yunnan. Sie wurde in der Zeit der Ming-Dynastie restauriert. Sie ist 39 m hoch und hat dreizehn Geschosse.
Der Entstehungslegende zufolge wurde die Schlangenknochen-Pagode erbaut, um an den für beide tödlich verlaufenden Kampf zwischen dem jungen Helden Duan Chicheng und einer riesigen, Menschen und Tiere verschlingenden Python zu erinnern. Die Pagode soll demnach auch aus Ziegeln bestehen, die aus einer Mischung von Knochen dieser Schlange und gebranntem Ton hergestellt wurden. 
Die Pagode des Fotu-Tempels steht seit 2006 auf der Liste der Denkmäler der Volksrepublik China (6-740).